# ジャスパー郡 (イリノイ州)

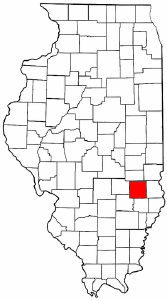
イリノイ州内の位置

ジャスパー郡 (Jasper County) は、アメリカ合衆国イリノイ州に位置する郡である。人口は9,607人（2015年推計）。郡庁所在地はニュートンである。

## 地理
アメリカ合衆国統計局によると、この郡は総面積1,290 km2 (498 mi2) である。このうち1,280 km2 (494 mi2) が陸地で9 km2 (4 mi2) が水地域である。総面積の0.73%が水地域となっている。

### 隣接する郡
- カンバーランド郡（北）
- クラーク郡（北東）
- クロウフォード郡（東）
- リッチランド郡（南）
- クレイ郡（南西）
- エフィンガム郡（西）

## 人口動静
2000年国勢調査で、この郡は人口10,117人、3,930世帯、及び2,849家族が暮らしている。人口密度は8/km2 (20/mi2) である。3/km2 (9/mi2) の平均的な密度に4,294軒の住宅が建っている。この郡の人種的な構成は白人99.15%、アフリカン・アメリカン0.08%、先住民0.07%、アジア0.19%、太平洋諸島系0.02%、その他の人種0.19%、及び混血0.31%である。ここの人口の0.47%はヒスパニックまたはラテン系である。
この郡内の住民は25.90%が18歳未満の未成年、18歳以上24歳以下が8.60%、25歳以上44歳以下が26.50%、45歳以上64歳以下が22.60%、及び65歳以上が16.50%にわたっている。中央値年齢は38歳である。女性100人ごとに対して男性は97.60人である。18歳以上の女性100人ごとに対して男性は95.30人である。
この郡の世帯ごとの平均的な収入は34,721米ドルであり、家族ごとの平均的な収入は43,547米ドルである。男性は30,131米ドルに対して女性は17,646米ドルの平均的な収入がある。この郡の一人当たりの収入 (per capita income) は16,649米ドルである。人口の9.90%及び家族の8.50%は貧困線以下である。全人口のうち18歳未満の15.40%及び65歳以上の10.10%は貧困線以下の生活を送っている。

## 都市及び町
- ニュートン
- Hidalgo
- Rose Hill
- Ste. Marie
- Wheeler
- Willow Hill
- Yale

1. ↑   Find a County, National Association of Counties 2011年6月7日閲覧。
2. ↑   American FactFinder, United States Census Bureau 2008年1月31日閲覧。